# Lista problemów NP-zupełnych

## Logika
- Problem spełnialności (SAT)

## Problemy grafowe
- Problem znajdowania cyklu Hamiltona
- Problem znajdowania kliki w grafie
- Problem komiwojażera (COMI)
- Problem znajdowania pokrycia wierzchołkowego
- Problem trójkolorowalności (3COL)
- Kolorowanie grafu
- Cykliczne pokrycie krawędziowe
- Problem zbioru niezależnego

## Problemy podziału zbioru
- Problem plecakowy
- Problem trójpodziału
- Problem podziału
- Problem podzbioru o zadanej sumie

## Problemy z zakresu kombinatoryki
- Programowanie zero-jedynkowe

## Problemy związane z ciągami i szeregowaniem
- Optymalne szeregowanie zadań dla wielu procesorów

## Inne problemy
- Saper (gra komputerowa)[1]
- Tetris (gra komputerowa)[2]